# تور دو فرانس ۲۰۱۰
تور دو فرانس ۲۰۱۰ نودوهفتمین دورهٔ مسابقات دوچرخه‌سواری تور دو فرانس بود که از ۳ تا ۲۵ ژوئیه برگزار شد. پرولوگ به مسافت ۸٫۹ کیلومتر در روتردام برگزار شد. تور از سه کشور هلند، بلژیک و فرانسه گذر کرد و در شانزلیزه به پایان رسید.
مسافت کلی تور، ۳٬۶۴۲ کیلومتر بود که شامل ۶۰٫۹ کیلومتر تایم تریل می‌شد. پس از پرولوگ، سه مرحلهٔ ابتدایی در هلند و بلژیک قرار داشت و در مسیرهایی مشابه کلاسیک‌های بهاره برگزار شد. این بخش شامل هفت قسمت سنگفرش به طول ۱۳٫۲ کیلومتر در مرحلهٔ ۳ بود. تور شامل شش مرحلهٔ کوهستانی بود که سه مرحلهٔ آن، پایان کوهستانی داشتند. همچنین دو مرحلهٔ نیمه‌کوهستانی طراحی شده‌بود. در صدمین سال قرار گرفتن پیرنه در مسیر تور، تأکید بر روی این رشته‌کوه بود و شامل دو سربالایی گردنه تورماله نیز می‌شد.
ابتدا آلبرتو کونتادور برندهٔ تور شد؛ ولی پس از مدتی مثبت بودن دوپینگ او تأیید شد. پس از مجموعه‌ای از رخدادها طبق تصمیم دادگاه حکمیت ورزش در فوریهٔ ۲۰۱۲ عنوان کونتادور گرفته شد و اندی اشلک برندهٔ تور اعلام شد. اشلک فاتح رده‌بندی رکابزن جوان نیز شد. آنتونی شارتو سلطان کوهستان شد و آلساندرو پتاکی برندهٔ پیراهن سبز رده‌بندی امتیازی شد.

## تیم‌ها
۲۲ تیم دعوت به حضور در تور دو فرانس ۲۰۱۰ را پذیرفتند. شانزده تیم از تیم‌هایی بودند که بر اساس توافقنامه‌ای با اتحادیه جهانی دوچرخه‌سواری در سپتامبر ۲۰۰۸ انتخاب شدند و شامل دو تیم سابق پروتور نیز می‌شدند. شش تیم دیگر از جمله چهار تیم پروتور که جایگاه تضمین‌شده نداشتند نیز دعوت به تور را پذیرفتند.
تیم‌های راه‌یافته
- آژ۲آر لا موندیال
- آستانه
- بی‌باکس بویگ تله‌کام
- کز دیپارن
- کوفیدیس
- ایوسکالتل-ایوسکادی
- فوتون–سروتو–فوجی
- اف‌دی‌جی
- لامپره-فارنسه
- لیکویگاس-دویمو
- امگا فارما-لوتو
- کوئیک‌استپ
- رابوبانک
- تیم اچ‌تی‌سی–کلمبیا
- تیم میلرام
- تیم ساکسو بانک

تیم‌های دعوت شده
- تیم مسابقه بی‌ام‌سی
- سرویلو تست‌تیم
- گارمین–ترانزشنز
- کاتیوشا
- تیم ریدیوشک
- تیم اسکای

: تیم‌هایی که عضو پروتور نبودند

## بخت‌های قهرمانی
پیش از آغاز مسابقه، کونتادور به عنوان بخت نخست قهرمانی شناخته می‌شد. سایر بخت‌های قهرمانی، اندی اشلک، کدل ایونز و لانس آرمسترانگ بودند. گفته می‌شد که بخت قهرمانی آرمسترانگ بیش از حد واقعی تخمین زده شده‌است. آرمسترانگ در مسابقه‌ای دو روزه در کریتریوم انترناسیونال با کونتادور رقابت کرد و چهار دقیقه دیرتر از او مسابقه را به پایان رساند.

## مسیر و مراحل
نودوهفتمین دورهٔ تور دو فرانس شامل ۹ مرحلهٔ مسطح، ۶ مرحلهٔ کوهستانی (با سه پایان کوهستانی)، ۴ مرحلهٔ نیمه‌کوهستانی و ۲ تایم تریل انفرادی (شامل پرولوگ افتتاحیه در روتردام) بود.
| مرحله | تاریخ    | مسیر                                  | مسافت           | نوع          | نوع                | برنده                    |
| ----- | -------- | ------------------------------------- | --------------- | ------------ | ------------------ | ------------------------ |
| P     | ۳ ژوئیه  | روتردام (هلند)                        | ۸٫۹ کیلومتر     |              | تایم تریل انفرادی  | فابیان کانچلارا (SUI)    |
| ۱     | ۴ ژوئیه  | روتردام به بروکسل (بلژیک)             | ۲۲۳ کیلومتر     |              | مرحله مسطح         | آلساندرو پتاکی (ITA)     |
| ۲     | ۵ ژوئیه  | بروکسل به اسپا (بلژیک)                | ۲۰۱ کیلومتر     |              | مرحله مسطح         | Sylvain Chavanel (FRA)   |
| ۳     | ۶ ژوئیه  | اوئانز (بلژیک) به آرنبرگ پورت دو اینو | ۲۱۳ کیلومتر     |              | مرحله مسطح سنگفرش  | تور هوشاود (NOR)         |
| ۴     | ۷ ژوئیه  | کمبره به رنس                          | ۱۵۳٫۵ کیلومتر   |              | مرحله مسطح         | آلساندرو پتاکی (ITA)     |
| ۵     | ۸ ژوئیه  | اپرنه به Montargis                    | ۱۸۷ کیلومتر     |              | مرحله مسطح         | مارک کاوندیش (GBR)       |
| ۶     | ۹ ژوئیه  | Montargis به Gueugnon                 | ۲۲۷ کیلومتر     |              | مرحله مسطح         | مارک کاوندیش (GBR)       |
| ۷     | ۱۰ ژوئیه | Tournus به ایستگاه روزه               | ۱۶۵ کیلومتر     |              | مرحله نیمه‌کوهستانی | Sylvain Chavanel (FRA)   |
| ۸     | ۱۱ ژوئیه | ایستگاه روزه به Morzine-Avoriaz       | ۱۸۹ کیلومتر     |              | مرحله کوهستانی     | اندی اشلک (LUX)          |
|       | ۱۲ ژوئیه | Morzine-Avoriaz                       | Morzine-Avoriaz |              | روز استراحت        | روز استراحت              |
| ۹     | ۱۳ ژوئیه | Morzine-Avoriaz به سن-ژان-دو-مورین    | ۲۰۴ کیلومتر     |              | مرحله کوهستانی     | Sandy Casar (FRA)        |
| ۱۰    | ۱۴ ژوئیه | شامبری به گپ                          | ۱۷۹ کیلومتر     |              | مرحله نیمه‌کوهستانی | Sérgio Paulinho (POR)    |
| ۱۱    | ۱۵ ژوئیه | Sisteron به Bourg-lès-Valence         | ۱۸۴ کیلومتر     |              | مرحله مسطح         | مارک کاوندیش (GBR)       |
| ۱۲    | ۱۶ ژوئیه | بور-دو-پئاژ به ماند                   | ۲۱۰ کیلومتر     |              | مرحله نیمه‌کوهستانی | جواکیم رودریگز (ESP)     |
| ۱۳    | ۱۷ ژوئیه | ردز به روول                           | ۱۹۶ کیلومتر     |              | مرحله مسطح         | الکساندر وینوکوروف (KAZ) |
| ۱۴    | ۱۸ ژوئیه | روول به Ax 3 Domaines                 | ۱۸۴ کیلومتر     |              | مرحله کوهستانی     | Christophe Riblon (FRA)  |
| ۱۵    | ۱۹ ژوئیه | پامیه به بانیر-د-لوشون                | ۱۸۷ کیلومتر     |              | مرحله کوهستانی     | توما ووکلر (FRA)         |
| ۱۶    | ۲۰ ژوئیه | بانیر-د-لوشون به پو                   | ۱۹۹ کیلومتر     |              | مرحله کوهستانی     | Pierrick Fédrigo (FRA)   |
|       | ۲۱ ژوئیه | پو                                    | پو              |              | روز استراحت        | روز استراحت              |
| ۱۷    | ۲۲ ژوئیه | پو به گردنه تورماله                   | ۱۷۴ کیلومتر     |              | مرحله کوهستانی     | اندی اشلک (LUX)          |
| ۱۸    | ۲۳ ژوئیه | Salies-de-Béarn به بوردو              | ۱۹۸ کیلومتر     |              | مرحله مسطح         | مارک کاوندیش (GBR)       |
| ۱۹    | ۲۴ ژوئیه | بوردو به Pauillac                     | ۵۲ کیلومتر      |              | تایم تریل انفرادی  | فابیان کانچلارا (SUI)    |
| ۲۰    | ۲۵ ژوئیه | لونژومو به پاریس (شانزلیزه)           | ۱۰۲ کیلومتر     |              | مرحله مسطح         | مارک کاوندیش (GBR)       |
|       | مجموع    | مجموع                                 | ۳۶۴۲ کیلومتر    | ۳۶۴۲ کیلومتر | ۳۶۴۲ کیلومتر       | ۳۶۴۲ کیلومتر             |

## رده‌بندی نهایی
| راهنما                       | راهنما                           | راهنما                    | راهنما                                   |
| ---------------------------- | -------------------------------- | ------------------------- | ---------------------------------------- |
| پیراهن طلایی.                | نشان دهندهٔ برندهٔ رده‌بندی اصلی    | پیراهن سبز.               | نشان دهندهٔ برندهٔ رده‌بندی امتیازی         |
| پیراهن سفید با دایره‌های سرخ. | نشان دهندهٔ برندهٔ رده‌بندی کوهستان | پیراهن سفید.              | نشان دهندهٔ برندهٔ رده‌بندی رکابزن جوان     |
| پیراهن سفید با شمارهٔ زرد.    | نشان دهندهٔ برندهٔ رده‌بندی تیمی    | پیراهن سفید با شمارهٔ سرخ. | نشان دهندهٔ برندهٔ جایزهٔ تهاجمی‌ترین رکابزن |

### رده‌بندی اصلی
| رتبه      | رکابزن                      | تیم                | زمان     |
| --------- | --------------------------- | ------------------ | -------- |
| رد صلاحیت | آلبرتو کونتادور (ESP)       | آستانه             | ۹۱:۵۸:۴۸ |
| ۱         | اندی اشلک (LUX)             | تیم ساکسو بانک     | ۹۱:۵۹:۲۷ |
| رد صلاحیت | دنیس منچوف (RUS)            | رابوبانک           | +۱:۲۲    |
| ۲         | ساموئل سانچز (ESP)          | ایوسکالتل-ایوسکادی | + ۳:۰۱   |
| ۳         | Jurgen Van den Broeck (BEL) | امگا فارما-لوتو    | ۶:۱۵+    |
| ۴         | مشخص نشد                    |                    |          |
| ۵         | Robert Gesink (NED)         | رابوبانک           | ۸:۵۲+    |
| ۶         | رایدر هشادال (CAN)          | گارمین–ترانزشنز    | ۹:۳۶+    |
| ۷         | جواکیم رودریگز (ESP)        | کاتیوشا            | ۱۰:۵۸+   |
| ۸         | Roman Kreuziger (CZE)       | لیکویگاس-دویمو     | ۱۱:۱۵+   |
| ۹         | کریس هورنر (USA)            | تیم ریدیوشک        | ۱۱:۲۳+   |
| ۱۰        | Luis Leon Sánchez (ESP)     | کز دیپارن          | ۱۳:۴۲+   |

### رده‌بندی امتیازی
| رتبه | رکابزن                    | تیم                | امتیاز |
| ---- | ------------------------- | ------------------ | ------ |
| ۱    | آلساندرو پتاکی (ITA)      | لامپره-فارنسه      | ۲۴۳    |
| ۲    | مارک کاوندیش (GBR)        | تیم اچ‌تی‌سی–کلمبیا  | ۲۳۲    |
| ۳    | تور هوشاود (NOR)          | سرویلو تست‌تیم      | ۲۲۲    |
| ۴    | José Joaquín Rojas (ESP)  | کز دیپارن          | ۱۷۹    |
| ۵    | Robbie McEwen (AUS)       | کاتیوشا            | ۱۷۹    |
| ۶    | ادوالد بوئاسون هاگن (NOR) | تیم اسکای          | ۱۶۱    |
| ۷    | Sébastien Turgot (FRA)    | بی‌باکس بویگ تله‌کام | ۱۳۵    |
| ۸    | گرالد تسیولک (GER)        | تیم میلرام         | ۱۲۶    |
| ۹    | Jürgen Roelandts (BEL)    | امگا فارما-لوتو    | ۱۲۴    |
| ۱۰   | Lloyd Mondory (FRA)       | آژ۲آر لا موندیال   | ۱۱۹    |

### رده‌بندی کوهستان
| رتبه      | رکابزن                  | تیم                | امتیاز |
| --------- | ----------------------- | ------------------ | ------ |
| ۱         | Anthony Charteau (FRA)  | بی‌باکس بویگ تله‌کام | ۱۴۳    |
| ۲         | Christophe Moreau (FRA) | کز دیپارن          | ۱۲۸    |
| ۳         | اندی اشلک (LUX)         | تیم ساکسو بانک     | ۱۱۶    |
| رد صلاحیت | آلبرتو کونتادور (ESP)   | آستانه             | ۱۱۲    |
| ۴         | دامیانو کونگو (ITA)     | لامپره-فارنسه      | ۹۹     |
| ۵         | ساموئل سانچز (ESP)      | ایوسکالتل-ایوسکادی | ۹۶     |
| ۶         | Sandy Casar (FRA)       | فرانسیس دو ژو      | ۹۳     |
| ۷         | Jérôme Pineau (FRA)     | کوئیک‌استپ          | ۹۲     |
| ۸         | توما ووکلر (FRA)        | بی‌باکس بویگ تله‌کام | ۸۲     |
| ۹         | Pierrick Fédrigo (FRA)  | بی‌باکس بویگ تله‌کام | ۷۲     |
| ۱۰        | جواکیم رودریگز (ESP)    | کاتیوشا            | ۶۶     |